# هاينز جونسون
هاينز جونسون (13 يوليو 1910 - 24 يونيو 1987) (بالإنجليزية: Hines Johnson)‏ هو لاعب كريكت جامايكي. شارك مع منتخب الهند الغربية للكريكت.

## وصلات خارجية
- هاينز جونسون على موقع إي آس بي آن كريك إنفو (الإنجليزية)